# モッズ

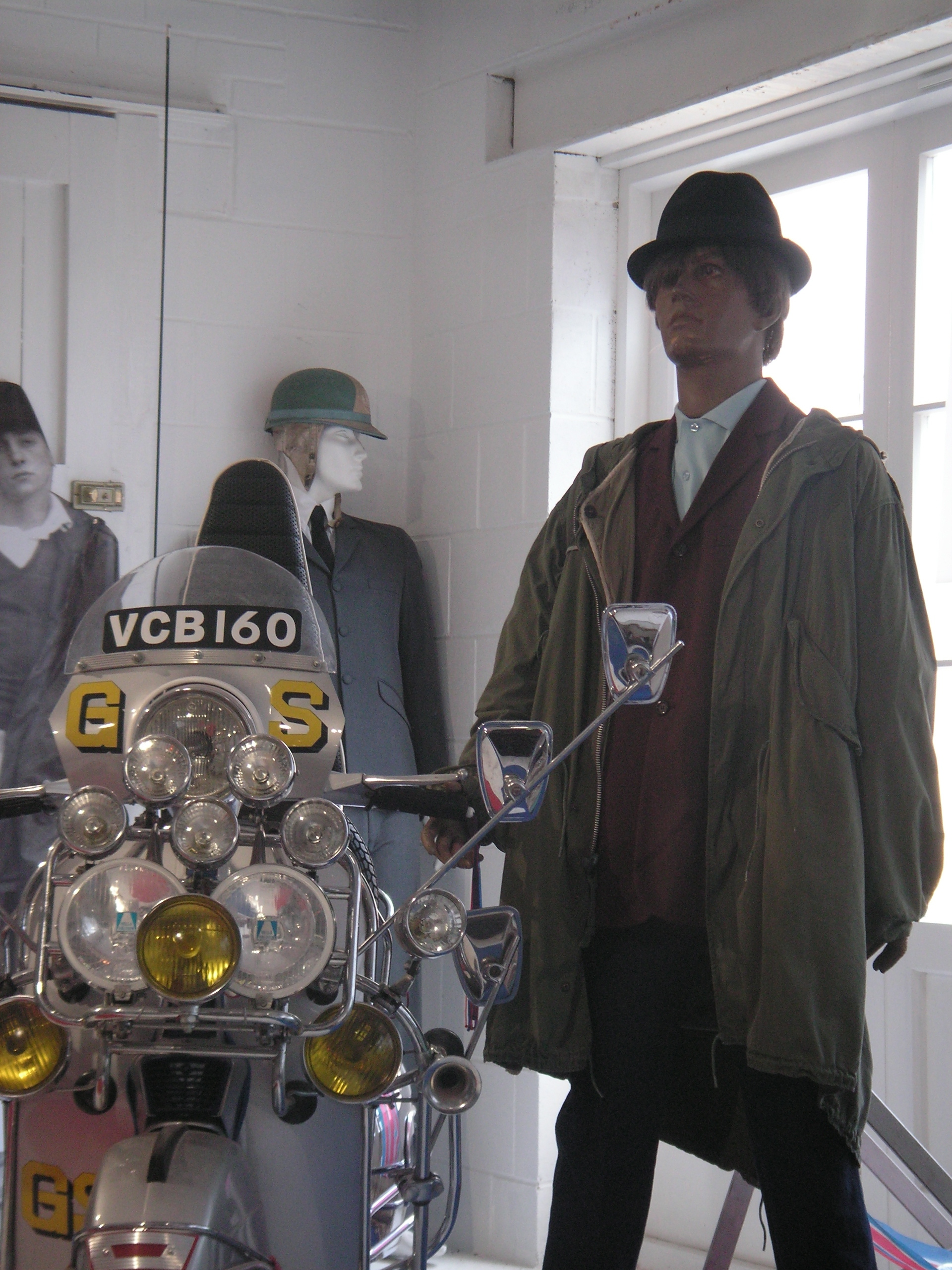
モッズ仕様のベスパとモッズコート。ウインドシールドに貼られているのはナンバープレートの文字

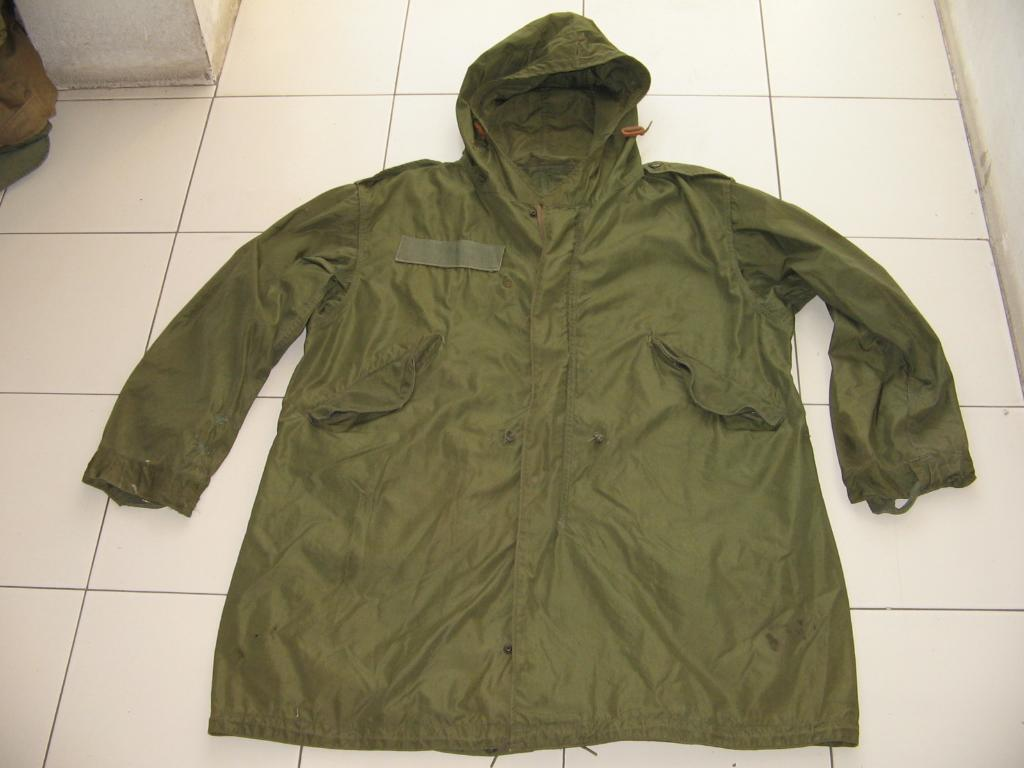
モッズコート（M-51）

モッズ・ムーブメントのロゴとしてイギリス空軍のラウンデルが用いられた。

モッズ（Mod、Mods、Modernist）は、イギリスの労働者階級の若者の間で1950年代後半から1960年代中頃にかけて流行した音楽やファッション、それらをベースとしたライフスタイル、およびその支持者を指すユース・カルチャーである。特にファッションや音楽愛好のあり方への影響は現在においても大きい。

## 起源
「モッズ」という呼び名は、1950年代にビバップなどのモダン・ジャズの演奏者やファンの呼び名であった「モダニスト」が「モッズ」と短縮されたことに由来する。
初期のモッズはロンドンとその近郊の都市部で発生した。戦後の好景気により自由になる金銭を得た労働者の若者達から始まったと言われる。

## ファッション
モッズの典型的なファッションとしては、グリースやポマードをつけず髪を下ろした短髪のフレンチ・クルーカットやフレンチ・クロップカット、細身のイタリアンな三つボタンのスーツ（ポケットやラペル、ベンツの形にこだわった）や、ミリタリーパーカ、多数のミラーとヘッドライトで装飾されたスクーターがある。
そのスタイルには憧れの地であるイタリアやアメリカのものが多く取り入れられているのが特徴である。
モッズがスクーターに乗る際に着用したのが1951年にアメリカ陸軍に採用されたミリタリーパーカであるM-51である。彼らは自慢のスーツを汚さないように着用したと言われている。このパーカはモッズに愛用されたため、現在でも「モッズコート」もしくは「モッズパーカ」として知られている。
また今に繋がるスポーツ・カジュアルを始めたのもモッズであった。テニス・ウェアであるフレッド・ペリーをクラブで着こなし、サイクリング・シャツやボーリング・シューズもファッションに取り入れた。イタリア製のスペルガのスニーカーも好まれた。リーバイスの 606スリムパンツや 501もよく履かれていた。

## ライフスタイル
モッズの若者は深夜営業のクラブに集まり、ダンスに興じ、お互いのファッションを見せ合った。酒を飲みドラッグにも手を出した。
彼らの多くはスクーターを移動の手段とした。エンジンが剥き出しのオートバイではスーツが汚れてしまうためである。イタリア製のイノチェンティ・ランブレッタやピアッジオ・ベスパといった車種を好んで乗った。やがて彼らのスクーターは、多くのライトやミラーで飾り立てられていった。逆に全てのボディパーツが取り払われて、フレームと乗車・走行に必要な部分だけの骸骨のようなものも現れた。このスクーター文化は後のスクータリストたちやスキンヘッズたちに受け継がれていった。

## 音楽
彼らが愛聴した音楽はアメリカから来たブラック・ミュージックであるR&B、ソウル・ミュージックといった当時の最新ダンス・ミュージックである。他にはジャマイカのスカもよく聴いた。ブルースやモダン・ジャズを好む者たちも多くいた。
彼らはイギリスの音楽も愛聴した。人気があったのはザ・フー、スモール・フェイセスをはじめ、キンクス、スペンサー・ディヴィス・グループ、ジョージィ・フェイムなどであった。
ビートルズはデビュー前にはロッカーズ・ファッション（下記参照）をしていたが、モッズが当時の若者の主流となっていたために、マネージャーの指示によりモッズ・ファッションでデビューした。

## ロッカーズとの対立
モッズは当時のイギリス社会が生み出した、もう一つのライフスタイルの支持者であるロッカーズと対立した。ロッカーズは1950年代後半にイギリスで誕生したバイカーの総称で、黒の革ジャケットと革パンツに身を包み、トライアンフやノートンなどのオートバイを乗り回し、ロックンロールやロカビリーを愛聴した。
モッズとロッカーズの対立抗争は新聞などのメディアに大きく取り上げられた。真のモッズはそのような抗争にはさして興味がなかったとも言われているが、メディアに踊らされたキッズは、ブライトンやマーゲートなどの海辺の行楽地に集まってロッカーズとの乱闘騒ぎを起こした。特に有名なのが1964年5月18日にブライトンビーチで起こった数千人規模の大乱闘である。両者の対立はアンソニー・バージェスに大きな影響を与え、未来のアンチヒーロー小説『時計じかけのオレンジ』を誕生させた。
この大乱闘は大きな社会事件としてメディアに取り上げられ、これを契機にモッズの流行は終息へと向かっていった。

## その後
やがて彼らは世代交代をしつつ1960年代末期から変質していった。髪をさらに短く刈り込んで丸坊主にし、ディープなレゲエを聴くようになった。そして、ドクターマーチンのブーツを履き、ベンシャーマンのシャツを身に着け、サスペンダーを吊り下げ、さらに暴力的なスキンヘッズ（スキンズ）へと変化していった。

## 映画
1979年に公開されたイギリス映画『さらば青春の光』(Quadrophenia）は1960年代全盛期のモッズの若者達を描いており、彼らのライフスタイルを知る上で貴重な作品である。上記のブライトンビーチの大乱闘がクライマックス・シーンとして描かれている。この映画は日本やその他の国で、ネオ・モッズやモッズ・リバイバルとして多くのモッズ・フォロワーを産んだ。

## 日本のモッズ音楽
- ザ・コレクターズ
- 東京スカパラダイスオーケストラ
- ザ・クローバーズ
- ザ・ヘア